# Дзечу
Дзечу (тиб. རྩི་ཆུ, Вайли rtsi chu, кит. упр. 子曲, пиньинь Zǐqū, палл. Цзыцюй) — река на юго-западе Китая, приток Меконга.

## География
Исток реки находится в провинции Цинхай на территории Юйшу-Тибетского автономного округа. Река течёт на юго-восток вдоль юго-западных склонов хребта Русского Географического Общества, перед горами Гайнэганлишань поворачивает на юг, обходит с востока Нангчен, и почти у границы с Тибетским автономным районом впадает в Дзачу (Меконг).